# Il piccolo Berto
Il piccolo Berto è una raccolta poetica di Umberto Saba del 1926. Dedicata allo psicanalista Edoardo Weiss che ebbe in cura il poeta dal 1929 al 1931, contiene tra le altre le Tre poesie alla mia balia per Peppa Sabaz.